# Lupin III
Lupin III (ルパン三世?, Rupan Sansei) è una serie di manga incentrati sull'omonimo personaggio, Arsenio Lupin III, ideato nel 1967 dal mangaka Monkey Punch, liberamente ispirato al personaggio di Arsenio Lupin ideato da Maurice Leblanc. Dai fumetti sono state tratte varie trasposizioni anime televisive e cinematografiche, lungometraggi live-action e tanto merchandising ispirato ai personaggi della serie.

## Storia editoriale
Lupin III debutta il 10 agosto 1967 sulle pagine di Weekly Manga Action, una rivista settimanale della Futabasha. Il suo autore è Kazuhiko Katō, mangaka conosciuto col nome d'arte di Monkey Punch. Katō non crea un personaggio ex novo, ma si rifà ad Arsenio Lupin, il protagonista dei racconti e romanzi di Maurice Leblanc, il suo Lupin III è il nipote del ladro gentiluomo.
La prima serie cartacea di Lupin III prosegue sino al maggio 1969. Due anni dopo inizia la pubblicazione della serie Shin bōken ("Nuove avventure"), che prosegue fino all'aprile 1972. Le due serie saranno poi raccolte in un'unica edizione di tankōbon e quindi saranno considerate entrambe come la "prima serie" di Lupin III.
Tra il 1975 e il 1976 Monkey Punch pubblica su Weekly Shōnen Action la serie di 18 episodi Rupan kozō ("Lupin apprendista") e il 23 giugno 1977 inizia a uscire la seconda serie Shin Rupan Sansei ("Nuovo Lupin III") su Weekly Manga Action, che raddoppia le sue vendite. La seconda serie si conclude quattro anni dopo, nel maggio del 1981.	
Dopo la saltuaria pubblicazione di alcuni episodi, la terza serie di Lupin III esce su Weekly Manga Action solo nel 1997, intitolata semplicemente Lupin III, mentre compare con altri titoli nelle edizioni in tankōbon. Monkey Punch ne è solo il curatore: il disegno è del mangaka Shusay e i testi sono di Satosumi Takaguchi. La serie è composta di soli cinque episodi, che ricalcano l'anime televisivo. Il tratto è ispirato alla prima serie TV e al film Il Castello di Cagliostro.
Un'altra nuova serie dal titolo Lupin III Y, a cura di Masatsuki Yamakami, parte nel 1998 sempre su Weekly Manga Action e si conclude temporaneamente nel 2003. Caratteristica di Yamakami è il tratto simile alla seconda serie e il ricorso frequente a scene di nudo.
Dal 2004 è pubblicata la rivista trimestrale Rupan Sansei official Magazine, che nel 2009 riprende la pubblicazione della serie Lupin III Y e raccoglie articoli sull'universo di Lupin III e manga realizzati da diversi autori.
Nel 2013 è uscito sulla rivista Shōnen Sunday Super un manga diviso in tre capitoli intitolato Rupan Sansei VS Meitantei Conan ("Lupin III VS Detective Conan"), tratto dall'omonimo film per la televisione animato del 2009 che funge da crossover con la serie Detective Conan di Gōshō Aoyama. Esso è disegnato da Yutaka Abe e Denjirō Maru, autori anche di alcuni volumi di Detective Conan Special Cases, ed è pubblicato da Shogakukan, la casa editrice di Detective Conan, e non da Futabasha, quella di Lupin III.

### Edizione italiana
La prima serie (comprese le Shin bōken) è pubblicata in Italia da Star Comics con l'etichetta Orion da settembre 2002 a settembre 2003 in 13 volumi, mancante di alcuni episodi.
La seconda serie (denominata in Giappone Shin Rupan Sansei) esce in Italia per Star Comics sulla testata Mitico da aprile 1994 a ottobre 1996 in 31 volumi contenenti 178 episodi sui 190 totali. I primi due volumi sono special, con l'etichetta Mitico e il titolo Le nuove avventure di Lupin III, mentre dal terzo volume sono numerati, con Mitico 1 corrispondente a Lupin III 1.
Vi sono anche fumetti di Lupin III realizzati in Italia. La prima storia, intitolata Alis Plaudo, scritta dai Kappa Boys e disegnata da Monkey Punch, esce su Kappa Magazine nº 22 dell'aprile 1994. In seguito la Kappa Edizioni pubblica fumetti su Lupin III realizzati dai Kappa Boys e da altri autori italiani: il primo, intitolato Lupin III - Il violino degli Holmes è pubblicato nel novembre 1999, a cui segue una serie di 9 albi intitolata Lupin III Millennium, pubblicata fra il 2001 e il 2007.

## Lista dei manga
| Titolo italiano                             | Titolo originale | Anno          | Autore                                         | Rivista                                                                        | Durata                                                                  |
| ------------------------------------------- | --- | ------------- | ---------------------------------------------- | ------------------------------------------------------------------------------ | ----------------------------------------------------------------------- |
| Lupin III (prima serie)                     | Rupan Sansei (ルパン三世?) | 1967-1969     | Monkey Punch                                   | Weekly Manga Action                                                            | 94 ep.                                                                  |
| Lupin III - Racconto aggiuntivo             | Rupan Sansei gaiden (ルパン三世外伝?) | 1970          | Monkey Punch                                   | Weekly Manga Action                                                            | 1 ep.                                                                   |
| Lupin III (prima serie)                     | Rupan Sansei - Shin bōken (ルパン三世 新冒険? lett. "Lupin III - Nuove avventure") | 1971-1972     | Monkey Punch                                   | Weekly Manga Action                                                            | 35 ep. + extra                                                          |
| Rupan kozō                                  | Rupan kozō (ルパン小僧?) | 1975-1976     | Monkey Punch                                   | Weekly Shōnen Action                                                           | 18 ep.                                                                  |
| Lupin III (seconda serie)                   | Shin Rupan Sansei (新ルパン三世 ? lett. "Nuovo Lupin III") | 1977-1981     | Monkey Punch                                   | Weekly Manga Action                                                            | 189 ep. + extra                                                         |
| Rupan Sansei - Ore no judan wa... suteki... | Rupan Sansei - Ore no judan wa... suteki... (俺の銃弾は…素敵…だぜ?) | 1978          | Monkey Punch                                   | ?                                                                              |                                                                         |
| Rupan Hassei                                | Rupan Hassei (ルパン8世?) | 1982          | Kon Oriharu                                    | Hyakuten Comic                                                                 | 6 ep.                                                                   |
| Sexy Rupan Sansei                           | Sexy Rupan Sansei (SEXYルパン・3?) | 1984          | Monkey Punch                                   | ?                                                                              | 2 ep.                                                                   |
| Rupan Sansei no ei-kaiwa sakusen            | Rupan Sansei no ei-kaiwa sakusen (ルパン三世の英会話作戦?) | 1984          | Monkey Punch                                   | nessuna                                                                        |                                                                         |
| Shin Rupan Sansei - Onna-dake no keimusho   | Shin Rupan Sansei - Onna-dake no keimusho (新ルパン三世・女だけの刑務所?) | 1985          | Monkey Punch                                   | ?                                                                              |                                                                         |
| Lupin III ~ Alis Plaudo                     | Lupin III ~ Alis Plaudo | 1994          | Kappa Boys (storia) Monkey Punch (disegni)     | Kappa Magazine (pubblicata da Kappa Edizioni)                                  | 1 ep.                                                                   |
| Rupan Sansei                                | Rupan Sansei (ルパン三世?) o (nelle edizioni tankōbon) Rupan Sansei - Takaguchi Shusay supesharu hen (ルパン三世—Takaguchi Shusayスペシャル版? lett. "Lupin III - Edizione speciale di Takaguchi e Shusay") o Rupan Sansei - Supesharu hen (ルパン三世 スペシャル版? lett. "Lupin III - Edizione speciale") o LUPIN The 3rd S supesharu hen (LUPIN The 3rd S スペシャル版? lett. "Lupin the 3rd S - Edizione speciale") | 1997          | Satosumi Takaguchi (storia) e Shusay (disegni) | Weekly Manga Action (ripubblicato su Rupan Sansei official Magazine)           | 5 ep.                                                                   |
| Lupin III Y                                 | Rupan Sansei Y (ルパン三世Y?) | 1998-in corso | Masatsuki Yamakami                             | Weekly Manga Action (1998-2003) Rupan Sansei official Magazine (2009-in corso) | 87 ep. (80 su Weekly Manga Action, 7 su Rupan Sansei official Magazine) |
| Lupin III - Il violino degli Holmes         | Lupin III - Il violino degli Holmes | 1999          | Andrea Baricordi e Gianmaria Liani             | Costituisce il numero 4 della collana Altrimondi pubblicata da Kappa Edizioni  | 1 ep.                                                                   |
| Lupin III Millennium                        | Lupin III Millennium | 2001-2007     | Kappa Boys e A.A.V.V.                          | Lupin III Millennium (9 albi)                                                  | 9 ep.                                                                   |
| Rupan Sansei M                              | Rupan Sansei M (ルパン三世M?) | 2004-in corso | Yukio Miyama                                   | Rupan Sansei official Magazine                                                 | 44 ep. (in corso)                                                       |
| Rupan Chikku                                | Lupin Chick (ルパンチック?, Rupan Chikku) | 2004-in corso | Sadatarō                                       | Rupan Sansei official Magazine                                                 |                                                                         |
| Keibu Zenigata                              | Keibu Zenigata (警部銭形?) | 2004-in corso | Tai Okada                                      | Rupan Sansei official Magazine                                                 |                                                                         |
| M.F.C.                                      | M.F.C. | 2006-2009     | Monkey Punch (soggetto) Izo Suzuki (disegni)   | Rupan Sansei official Magazine                                                 |                                                                         |
| Rupan Sansei H                              | Rupan Sansei H (ルパン三世H?) | 2009-in corso | Naoya Hayakawa                                 | Rupan Sansei official Magazine                                                 |                                                                         |
| Lupin III vs Detective Conan                | Rupan Sansei VS Meitantei Conan (ルパン三世VS名探偵コナン?) | 2013          | Yutaka Abe e Denjirō Maru                      | Shōnen Sunday Super                                                            | 3 cap.                                                                  |

## Personaggi
- Arsenio Lupin III (ルパン三世?, Rupan Sansei): ladro gentiluomo, nipote di Arsenio Lupin;
- Daisuke Jigen (次元大介?, Jigen Daisuke): pistolero e ladro, Monkey Punch si è ispirato a James Coburn nel film I magnifici sette.[6] Jigen è anche un esperto di esplosivi, di armi bianche e nel combattimento corpo a corpo;
- Goemon Ishikawa XIII (十三代目石川五右衛門?, Jūsandaime Ishikawa Goemon): samurai discendente da un'antica dinastia dedita al furto;
- Fujiko Mine (峰不二子?, Mine Fujiko): ladra che sfrutta la sua bellezza e il suo talento per il proprio interesse;
- Koichi Zenigata (銭形幸一?, Zenigata Kōichi): ispettore capo dell'Interpol che insegue Lupin III e la sua banda.

## Anime

### Serie televisive
- Le avventure di Lupin III (ルパン三世?, Rupan Sansei) (1971-1972)
- Le nuove avventure di Lupin III (ルパン三世?, Rupan Sansei) (1977-1980)
- Lupin, l'incorreggibile Lupin (ルパン三世 PARTIII?, Rupan Sansei Pāto III) (1984-1985)
- Lupin the Third - La donna chiamata Fujiko Mine (LUPIN the Third -峰不二子という女-?, Rupan za Saado: Mine Fujiko to iu onna) (2012)[7]
- Lupin III - L'avventura italiana (ルパン三世?, Rupan Sansei) (2015)
- Lupin III - Ritorno alle origini (ルパン三世 PART5?, Rupan Sansei Pāto Faibu) (2018)
- Lupin III - Una storia senza fine (ルパン三世 PART6?, Rupan Sansei Pāto 6) (2021-2022)[8]

### Film cinematografici
- Lupin III - La pietra della saggezza (ルパン三世 ルパンVS複製人間?, Rupan Sansei: Rupan vāsasu kurōn), regia di Sōji Yoshikawa (1978)
- Lupin III - Il castello di Cagliostro (ルパン三世 カリオストロの城?, Rupan Sansei: Kariosutoro no shiro), regia di Hayao Miyazaki (1979)
- Lupin III - La leggenda dell'oro di Babilonia (ルパン三世 バビロンの黄金伝説?, Rupan Sansei: Babiron no ōgon densetsu), regia di Seijun Suzuki e Shigetsugu Yoshida (1985)
- Lupin III - La cospirazione dei Fuma (ルパン三世 風魔一族の陰謀?, Rupan Sansei: Fūma ichizoku no inbō), regia di Masayuki Ōzeki (1987)
- Lupin e le profezie di Nostradamus (ルパン三世 くたばれ!ノストラダムス?, Rupan Sansei: Kutabare! Nosutoradamusu), regia di Takeshi Shirato (1995)
- Lupin - Trappola mortale (ルパン三世 DEAD OR ALIVE?, Rupan Sansei: Deddo oa Araibu), regia di Monkey Punch (1996)
- Lupin the IIIrd - La lapide di Jigen Daisuke (LUPIN THE IIIRD 次元大介の墓標?), regia di Takeshi Koike (2014)
- Lupin the IIIrd - Ishikawa Goemon getto di sangue (LUPIN THE IIIRD 血煙の石川五ェ門?), regia di Takeshi Koike (2017)
- Lupin the IIIrd - La bugia di Mine Fujiko (LUPIN THE IIIRD 峰不二子の嘘?), regia di Takeshi Koike (2019)
- Lupin III - The First (ルパン三世 THE FIRST?), regia di Takashi Yamazaki (2019)
- Lupin the IIIrd - The Movie - La stirpe immortale (LUPIN THE IIIRD THE MOVIE 不死身の血族?), regia di Takeshi Koike (2025)

### Film per la televisione
- Lupin III - Bye Bye Liberty: Scoppia la crisi! (ルパン三世 バイバイ・リバティー・危機一発!?, Rupan Sansei: Baibai Ribatī – Kiki Ippatsu!), regia di Osamu Dezaki (1989)
- Lupin III - Il mistero delle carte di Hemingway (ルパン三世 ヘミングウェイ・ペーパーの謎?, Rupan Sansei: Heminguwei pēpā no nazo), regia di Osamu Dezaki (1990)
- Lupin III - Ruba il dizionario di Napoleone! (ルパン三世 ナポレオンの辞書を奪え?, Rupan Sansei: Naporeon no jisho o ubae), regia di Osamu Dezaki (1991)
- Lupin III - Il tesoro degli zar (ルパン三世 ロシアより愛をこめて?, Rupan Sansei: Roshia yori ai o komete), regia di Osamu Dezaki (1992)
- Lupin III - Viaggio nel pericolo (ルパン三世 ルパン暗殺指令?, Rupan Sansei: Rupan ansatsu shirei), regia di Masaaki Ōsumi (1993)
- Lupin III - Spada Zantetsu, infuocati! (ルパン三世 燃えよ斬鉄剣?, Rupan Sansei: Moeyo Zantetsu ken), regia di Masaharu Okuwaki (1994)
- Lupin III - All'inseguimento del tesoro di Harimao (ルパン三世 ハリマオの財宝を追え!!?, Rupan Sansei: Harimao no zaihō o oe!!), regia di Osamu Dezaki (1995)
- Lupin III - Il segreto del Diamante Penombra (ルパン三世 トワイライト☆ジェミニの秘密?, Rupan Sansei: Towairaito Jemini no himitsu), regia di Gisaburō Sugii (1996)
- Lupin III - Walther P38 (ルパン三世 ワルサーP38?, Rupan Sansei: Warusā P38), regia di Hiroyuki Yano (1997)
- Lupin III - Tokyo Crisis: Memories of Blaze (ルパン三世 炎の記憶〜TOKYO CRISIS〜?, Rupan Sansei: Honō no kioku - Tōkyō kuraishisu), regia di Toshiya Shinohara (1998)
- Lupin III - L'amore da capo: Fujiko's Unlucky Days (ルパン三世 愛のダ・カーポ〜FUJIKO'S Unlucky Days〜?, Rupan Sansei: Ai no da kāpo - Fujiko's Unlucky Deizu), regia di Shin'ichi Watanabe (1999)
- Lupin III - 1$ Money Wars (ルパン三世 1$マネーウォーズ?, Rupan Sansei: 1 Doru Manē Wōzu), regia di Hideki Tonokatsu (2000)
- Lupin III - Alcatraz Connection (ルパン三世 アルカトラズコネクション?, Rupan Sansei: Arukatorazu Konekushon), regia di Hideki Tonokatsu (2001)
- Lupin III - Episodio: 0 (ルパン三世 EPISODE:0 ファーストコンタクト?, Rupan Sansei: Episōdo Zero - Fāsuto Kontakuto), regia di Minoru Ōhara (2002)
- Lupin III - Un diamante per sempre (ルパン三世 お宝返却大作戦!!?, Rupan Sansei: Otakara henkyaku dai-sakusen!!), regia di Jun Kawagoe (2003)
- Lupin III - Tutti i tesori del mondo (ルパン三世 盗まれたルパン 〜コピーキャットは真夏の蝶〜?, Rupan Sansei: Nusumareta Rupan - Copī Kyatto wa manatsu no chō), regia di Hidehito Ueda (2004)
- Lupin III - Le tattiche degli angeli (ルパン三世 天使の策略 〜夢のカケラは殺しの香り〜?, Rupan Sansei: Tenshi no Takutikusu - Yume no kakera wa koroshi no kaori), regia di Shigeyuki Miya (2005)
- Lupin III - La lacrima della Dea (ルパン三世 セブンデイズ・ラプソディ?, Rupan Sansei: Sebun Deizu Rapusodi), regia di Hajime Kamegaki (2006)
- Lupin III - L'elusività della nebbia (ルパン三世 霧のエリューシヴ?, Rupan Sansei: Kiri no eryūshivu), regia di Toshihiko Masuda (2007)
- Lupin III - La lampada di Aladino (ルパン三世 sweet lost night 〜魔法のランプは悪夢の予感〜?, Rupan Sansei: Sweet Lost Night - Mahō no ranpu wa akumu no yokan), regia di Tetsurō Amino (2008)
- Lupin III - L'ultimo colpo (ルパン三世 the Last Job?, Rupan Sansei: The Last Job), regia di Tetsurō Amino (2010)
- Lupin III - Il sigillo di sangue, la sirena dell'eternità (ルパン三世 血の刻印 〜永遠のMermaid〜?, Rupan Sansei: Chi no kokuin - Eien no Mermaid), regia di Teiichi Takiguchi (2011)
- Lupin III - La pagina segreta di Marco Polo (ルパン三世 東方見聞録 〜アナザーページ〜?, Rupan Sansei: Tōhō kenbunroku - Anazā Pēji), regia di Hajime Kamegaki (2012)
- Lupin III - La principessa della brezza: La città nascosta nel cielo (ルパン三世 princess of the breeze 〜隠された空中都市〜?, Rupan Sansei: Princess of the Breeze - Kakusareta kūchū toshi), regia di Takaomi Kanasaki (2013)
- Lupin III - La partita italiana (ルパン三世 イタリアン・ゲーム?, Rupan Sansei - Itarian Gēmu), regia di Yūichirō Yano (2016)
- Lupin III - Addio, amico mio (ルパン三世 グッバイ・パートナー?), regia di Jun Kawagoe (2019)
- Lupin III - Prigioniero del passato (ルパン三世 プリズン・オブ・ザ・パスト?), regia di Hatsuki Tsuji (2019)

### OAV
- Lupin Sansei - Secret File (ルパン三世 シークレットファイル?, Rupan Sansei - Shiikuretto Fairu) (1989)
- Rupan Sansei - Secret File 2 - Sound Collection (ルパン三世 シークレットファイル２ ～サウンドコレクション?, Rupan Sansei - Shiikuretto Fairu 2 - Saundo Korekushon) (1989)
- Rupan Sansei - Yokokuhen Collection '71-'95 (ルパン三世 予告編コレクション'７１～'９５?, Rupan Sansei - Yokokuhen Korekushon '71~'95) (1995)
- Lupin III - Il ritorno del mago (ルパン三世 生きていた魔術師?, Ikiteita majutsushi), regia di Mamoru Hamatsu (2002)
- Lupin III - Green vs Red (ルパン三世 GREEN VS RED?, Rupan Sansei: Rupan Sansei: Gurīn vāsasu Reddo), regia di Shigeyuki Miya (2008)
- Rupan ikka seizoroi (ルパン一家勢揃い?) (2012)
- Lupin III 3DCG (ルパン三世 ３DCG?) (2012)
- Lupin Hassei (ルパン8世?, Rupan Hassei) (2012)
- Lupin Shanshei (ルパンしゃんしぇい?, Rupan Shanshei) (2012)
- Lupin III - Lupin contro tutti! (ルパン三世 ルパンは今も燃えているか??, Rupan Sansei - Rupan wa ima mo moete iru ka?) (2018)

### ONA
- Lupin Zero (ルパンゼロ?, Rupan ZERO) (2022)
- Lupin the IIIrd - Zenigata e i due Lupin (LUPIN THE IIIRD 銭形と2人のルパン?, Lupin the IIIrd: Zenigata to Futari no Lupin), regia di Takeshi Koike (2025)

### Crossover
- Lupin III vs Detective Conan (ルパン三世VS名探偵コナン?, Rupan Sansei vāsasu Meitantei Konan), regia di Hajime Kamegaki (2009)
- Lupin Terzo vs Detective Conan (ルパン三世VS名探偵コナン THE MOVIE?, Rupan Sansei vāsasu Meitantei Konan The Movie), regia di Hajime Kamegaki (2013)
- Lupin III vs. Occhi di gatto (ルパン三世VSキャッツ・アイ?, Lupin Sansei vs Cat's Eye), regia di Keisuke Ide, Kobun Shizuno e Hiroyuki Seshita (2023)

### Cortometraggio pilota
- Lupin III: Pilot Film (ルパン三世 パイロットフィルム?, Rupan Sansei: Pairotto Firumu), regia di Masaaki Ōsumi (1969)[9]

### Colonne sonore
Fra i vari compositori delle colonne sonore si annoverano dal 1969 per la prima serie Norio Maeda, seguito da Takeo Yamashita e Charlie Kosei. Dal 1977 subentra Yūji Ōno. Figurano anche Kioshi Miyaura nel 1987 e Takayuki Negishi in Il segreto del Diamante Penombra (1996), che comunque hanno collaborato con Ōno. Le musiche della serie spin-off su Fujiko sono di Naruyoshi Kikuchi.
Il tema musicale principale, a partire dalla seconda serie, è Rupan Sansei no Theme, composto da Yūji Ōno, che ha avuto diverse versioni.
La colonna sonora della quarta serie è composta nuovamente da Yūji Ōno.
Per la versione italiana, la buona parte sono state composte e prodotte dalla band Papik.
La Columbia Music Entertainment e la VAP hanno pubblicato in Giappone numerosi CD musicali di Lupin III. Questi includono oltre 48 album di colonne sonore di Takeo Yamashita e Yūji Ōno per le serie TV, i film e gli speciali, nonché 15 raccolte con arrangiamenti jazz del trio di Yūji Ōno, dei Lupintic Five e dei Lupintic Six.
Per celebrare il quarantesimo anniversario della serie, l'8 settembre 2007 si è tenuto un concerto dal vivo, eseguito da Yūji Ōno con i Lupintic Six; un DVD del concerto è stato pubblicato in Giappone il 21 dicembre 2007. Play the Lupin clips x parts è una raccolta di video d'animazione dalla serie con musiche, insieme alle sigle di apertura e chiusura da diverse produzioni di Lupin III, ed è stata pubblicata in DVD e Blu-ray Disc in Giappone il 22 maggio 2009.

## Influenza culturale
La prima serie anime di Lupin, trasmessa nel 1972, fu la prima serie anime per adulti e ha fortemente ispirato quelle successive, all'epoca della messa in onda fu fortemente criticata per i toni troppo maturi e nella seconda parte della stagione in poi abbandonò le atmosfere noir. 
La prima serie anime di Lupin ha fortemente ispirato l'anime di Cowboy Bebop, per ammissione del creatore, sia per l'atmosfera noir e sia per i personaggi: Spike Spiegel, il protagonista, è molto simile caratterialmente a Lupin, Jet black è ispirato a Jigen, come Faye Valentine è stata ispirata a Fujiko. Kojima creatore della serie di videogiochi di successo di Metal Gear ha paragonato la personalità di Snake con quella di Lupin affermando che: "in Metal Gear Solid, Snake è diventato un ragazzo dalla lingua tagliente, simile a Lupin III che flirtava con le donne e raccontava molte barzellette". Il film Lupin e il Castello di Cagliostro è stato il primo film diretto dal regista Hayao Miyazaki. Miyazaki ha diretto anche la maggior parte degli episodi della prima serie anime e ha diretto due episodi della seconda serie. In America però l'anime e il manga di Lupin non sono molto popolari, la serie ha avuto successo in Giappone e in alcuni paesi europei, l'Italia soprattutto.

## Altri media

### Film live action
- Lupin III - La strategia psicocinetica (ルパン三世 念力珍作戦?, Rupan Sansei - Nenriki chin sakusen), regia di Takashi Tsubojima (1974)
- Lupin III - Il film (ルパン三世?, Rupan Sansei), regia di Ryūhei Kitamura (2014)
- Jigen Daisuke (次元大介?), regia di Hajime Hashimoto (2023)

### Serie televisive live action
- Zenigata keibu (銭形警部?) (2017)

### Teatro
- Lupin Sansei - I'm Lupin  (ルパン三世 I'm LUPIN?, Rupan Sansei - I'm Lupin) (1998)

### Videogiochi
Sono stati realizzati molti videogiochi ispirati a Lupin III, quasi tutti disponibili solamente per il mercato giapponese. Due sono usciti anche in Italia: Il tesoro del Re Stregone e Lupin la morte, Zenigata l'amore.